# Indigene Völker Afrikas
Die Unterscheidung zwischen indigenen Völkern Afrikas und der übrigen, nicht indigenen Bevölkerung ist in Afrika eine vergleichsweise neue Kategorisierung, da noch bis vor wenigen Jahrzehnten fast die gesamte Bevölkerung europäischer Kolonialherrschaft unterworfen war (mit Ausnahme Äthiopiens und Liberias).
Dennoch existieren auch in afrikanischen Staaten ethnische Gruppen, die sich kulturell, wirtschaftlich und sozial erheblich von der Mehrheitsbevölkerung unterscheiden und oftmals einer fortdauernden Diskriminierung ausgesetzt sind. Die Lebens- und Wirtschaftsweisen dieser Gruppen sind durch Jagen und Sammeln, Nomadismus oder Transhumanz bzw. mobile Tierhaltung geprägt.
Eine besonders klare Unterscheidung zwischen indigener und nicht-indigener Bevölkerung existiert im südlichen Afrika. Hier gelten v. a. die San (Buschleute) und die Khoi Khoi als indigen, deren Siedlungsgeschichte bis zu 20.000 Jahre umfassen soll, während die Mehrheit der schwarzen Bevölkerung den später zugewanderten bantusprachigen Ethnien (u. a. Xhosa, Tsonga und Zulu) angehört und damit nicht als indigen gilt.

## Neuere Entwicklungen

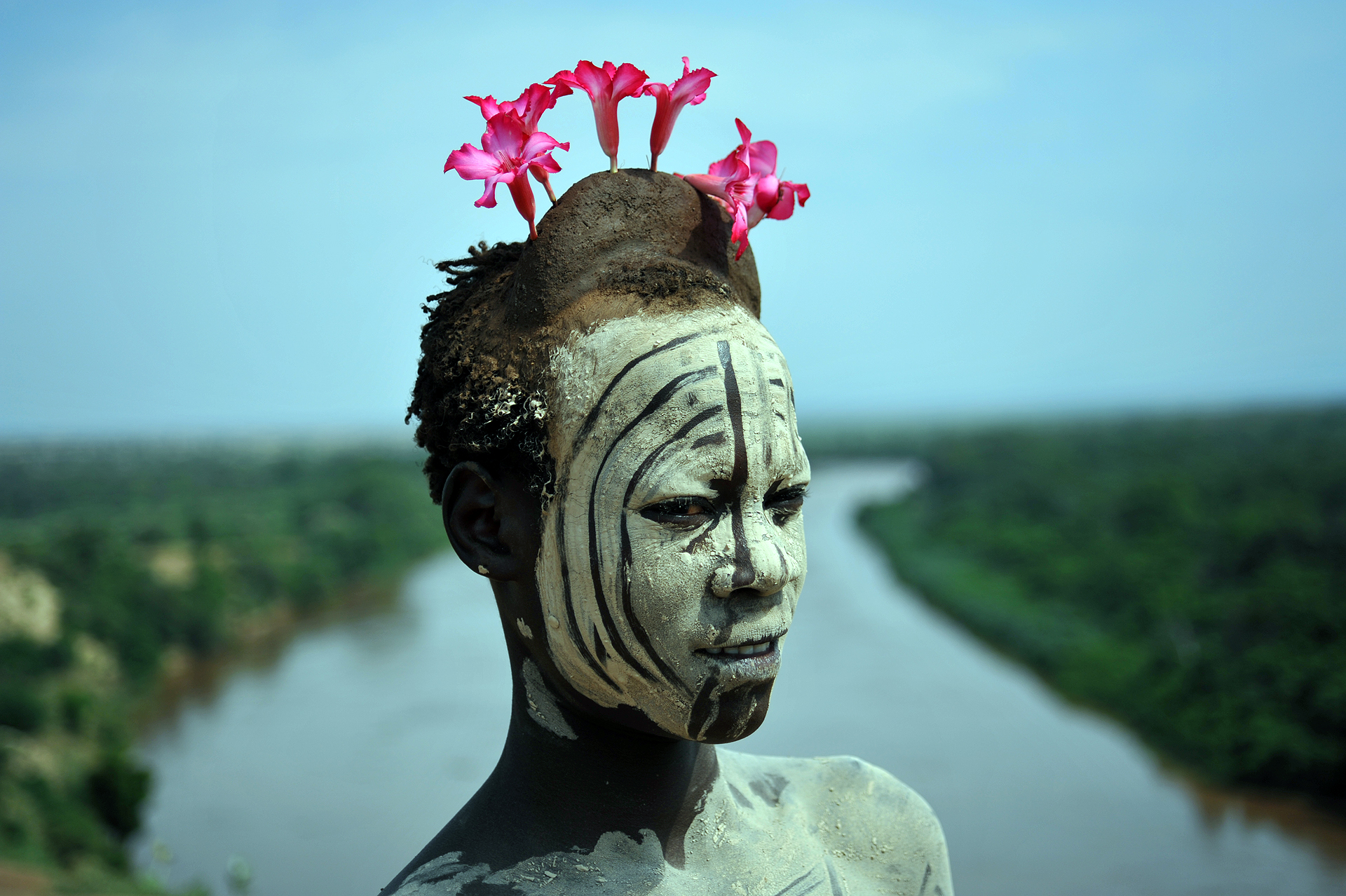
Kara-Mann mit Blumenschmuck (Omo-Tal, Äthiopien 2010)

Indigene Völker haben besonders auf dem afrikanischen Kontinent Akzeptanzschwierigkeiten, durch die verschiedenen Regierungen der einzelnen Länder. Daher erfahren sie eine starke Diskriminierung und sind rechtlich in ihrem Land benachteiligt.
2010 war ein bedeutendes Jahr für die indigene Bevölkerung Afrikas. Zum ersten Mal in der Geschichte des Kontinents hat die Afrikanische Kommission für Menschenrechte (ACHPR) einem indigenen Volk seine Landrechte zugesprochen. Die Endorois, ein semi-nomadisches indigenes Volk in Kenia, wurden während der 1970er für die Gründung eines Nationalparks aus ihrem Land vertrieben. Im Februar 2010 wurden den Menschen schließlich ihre Rechte zugesprochen, wodurch sie uneingeschränkten Zugang zu dem Gebiet, sowie eine Mitbeteiligung der auf dem Land erlangten Gewinne bekamen.
Im April 2010 ratifizierte schließlich die Zentralafrikanische Republik als erstes afrikanisches Land die Konvention 169 der Internationalen Arbeitsorganisation (ILO). Dieses Dokument ist das einzige verbindliche internationale Abkommen, welches die Rechte indigener Völker schützt und bisher von nur wenigen Staaten ratifiziert wurde, darunter lediglich vier europäische Staaten. Durch die Unterzeichnung der Konvention wurden die Rechte der in dem Land lebenden Pygmäen gestärkt.

## Vertreibung indigener Völker durch Nationalparks
Besonders die Vertreibungen indigener Menschen von ihrem Land zur Gründung von dortigen Nationalparks sind ein großes Problem in vielen afrikanischen Staaten. Zum Schutz der regionalen Wildnis und Tierwelt werden die Nationalparks gegründet und haben verheerende Folgen für die dort lebenden Menschen, wie beispielsweise die Khoisan in Botswana. Sie wurden von ihrem Land, dem Central Kalahari Game Reserve (CKGR) vertrieben. Als sie durch ein richterliches Urteil die Rückkehr auf das Land zugesprochen bekamen, wurde von der Regierung Botswanas das einzige Wasserloch der Menschen zerstört, sodass sie weite Strecken zurücklegen mussten, um an Wasser zu gelangen. Im Reservat wurde ein Urlaubsresort mit Pool für Touristen errichtet.
Mitte 2009 wurden acht Dörfer der Massai niedergebrannt und die Menschen ihres Landes vertrieben bzw. inhaftiert. Es wurden Fälle von Vergewaltigungen und körperlich schweren Misshandlungen veröffentlicht. Die Otterlo Business Corporation (OBC) hatte auf dem Gebiet der Massai ein Jagdrevier für Touristische Safaris eröffnet, die indigenen Menschen fanden darauf keinen Platz.
Die Schicksale der Buschleute und der Massai sind nur eines der vielen Beispiele von Vertreibungen. So gibt es einige Zahlen aus Afrika, welche die Strenge der Situation unterstreichen. Im Tschad alleine sind bisher 600.000 indigene Menschen vertrieben worden, in Kenia und Tansania rund 100.000 in den vergangenen 30 Jahren. 120.000 Vertriebene und weitere 170.000 Menschen, denen das Schicksal noch bevorsteht, zählen Nigeria, Gabon, Kamerun, die Republik Kongo und Äquatorialguinea.
Die Menschenrechtsorganisation Survival International setzt sich für die Vertriebenen und gegen Vertreibungen ein und führt eine Kampagne speziell zu dem Schwerpunkt Nationalparks und indigene Völker.

## Einzelne indigene Völker
Berber (Amazigh) inkl. Tuareg
- Die Berber sind eine Gruppe indigener Völker im westlichen Nordafrika, insbesondere in Marokko und Algerien.

Fulani/Fulbe
- Die Fulani ist eine der größten ethnischen Gruppen Westafrikas. Sie leben in mindestens 18 afrikanischen Ländern wie Nigeria, Niger, Guinea, Senegal, Mali, Mauretanien und Kamerun. Die Wodaabe gehören zu den Fulani und haben ungefähr 45000 Angehörige.

Himba und Tjimba
- Die Himba sind mit den Herero verwandt. Heute leben nur noch ca. 16.000 von ihnen in Namibia und Angola. Sie gehören zur Sprachfamilie der Bantu.

Hadza und Sandawe
- Die Sandawe umfassen 40.000 Menschen, die Hadza heute noch 700 und leben in Zentral-Tansania. Sie waren ursprünglich Jäger und Sammler.

Khoisan (San, Khoi Khoi)
- Zusammen mit den Buschleuten bilden die Khoi Khoi die Khoisan im südlichen Afrika. Der Begriff „Buschleute“ umfasst die ca. 100.000 Angehörigen indigener Völker des südlichen Afrikas, unter anderem die Gana, Gwi und Tsila in Botswana, Namibia, Südafrika und Angola, die auch als San bezeichnet werden. Auch wenn der Begriff negativ behaftet ist, wird er doch gegenwärtig genutzt und sogar von den Buschleuten selbst akzeptiert. Sie verbinden mit dem „Busch“ ihr Land.

Massai und andere Maa-Völker
- Die Massai leben in Ostafrika im Süden Kenias sowie im Norden Tansanias. Ihre genaue Zahl ist unbekannt, wird aber auf eine halbe Million geschätzt.

 Ogiek
- Die Ogiek sind eines der wenigen verbliebenen Völker von Jägern und Sammlern in Ostafrika, besonders in Kenia. Ihre Heimat ist der Mau-Bergwald, der Kenias Rift Valley überblickt.

Indigene Völker des Omo-Tals
- Die ungefähr 200.000 Indigenen aus dem Omo-Tal in Äthiopien setzten sich aus acht verschiedenen Gruppen zusammen. Ihre Heimat ist jedoch bedroht, da sich dort ein Staudamm (Gibe III) in Bau befindet, der den Wasserlauf des Omo Flusses beeinflussen wird und somit die Lebensgrundlage der Menschen vor Ort zerstört.

Pygmäen (u. a. Batwa, Baka)
- Pygmäen ist ein Sammelbegriff für die 150.000 bis 200.000 indigenen Menschen in Zentralafrika, die sich durch eine geringe Körpergröße auszeichnen, ansonsten aber sehr heterogen sind.

Altkanarier
- Die indigenen Berbervölker auf den Kanarischen Inseln sind heute ausgestorben; als Guanchen werden fachsprachlich die ursprünglichen Bewohner der Insel Teneriffa bezeichnet.